# 突泉县
突泉縣是中華人民共和國內蒙古自治區興安盟轄下的一個縣，面積4890平方公里。
属国家重点扶持革命老区、国家集中连片特困地区、国家扶贫开发工作重点县。

## 沿革
突泉辖境古时原是一片荒原，县城北郊有一清泉，蒙古语称“卜同布拉格”，意为“蟒泉”。因其水味甘洌，故誉其为醴泉。清光绪三十三年（1907年）设镇，称醴泉镇。宣统元年（1909年）三月二十七日（5月16日），于醴泉镇设置醴泉县，属奉天省洮南府。
民国建立后，1914年1月，因与陕西省醴泉县重名，奉令更名为突泉县，县址改称突泉镇。同年6月，隶属奉天省洮昌道。1929年2月，废止道制，改由辽宁省（奉天省改称）直辖。满洲国时期，初隶奉天省，1934年12月划归龙江省管辖。1937年3月，又改称醴泉县。1943年10月，划归兴安总省管辖。
1945年9月3日抗战胜利后，恢复突泉县名称，划归嫩江省管辖。1946年3月，划归嫩南行政区；5月，复归嫩江省；6月，改隶辽吉行政区。1947年1月，划归辽北省管辖。1949年5月，划归内蒙古自治区管辖，隶属兴安盟。1954年5月，改隶呼伦贝尔盟。1960年1月，撤销突泉县，并入科尔沁右翼中旗。1962年10月，恢复突泉县。1969年7月，划归吉林省管辖，隶属白城地区。1979年7月，划归内蒙古自治区管辖，隶属呼伦贝尔盟。1980年10月，改隶兴安盟。

## 环境
突泉縣雖有地下水等資源，但是因雨量不均，本以畜牧業為主。漢人大量移民後，改以旱作農業為主。其中多為種植業、林產業、草業、水產業等等。另外也有以煤礦為主的礦產開發，近年风力发电产业稍有发展。

## 行政区划
突泉县下辖6个镇、3个乡：
突泉镇、六户镇、东杜尔基镇、永安镇、水泉镇、宝石镇、学田乡、九龙乡、太平乡和东杜尔基国营农场。

## 人口
根据(内蒙古自治区)兴安盟第七次全国人口普查公报显示：突泉县常住人口为220668人，男性人口占比50.79%，女性人口占比49.21%，年龄结构中0-14岁占比14.06%，15-59岁占比64.12%，60岁以上占比21.82%，65岁以上占比14.18%。
2004年，总人口约31萬人。

## 交通
- 111国道过境。

## 特产
太和小米：中国地理标志产品。